# Kolej linowa w Mannheim

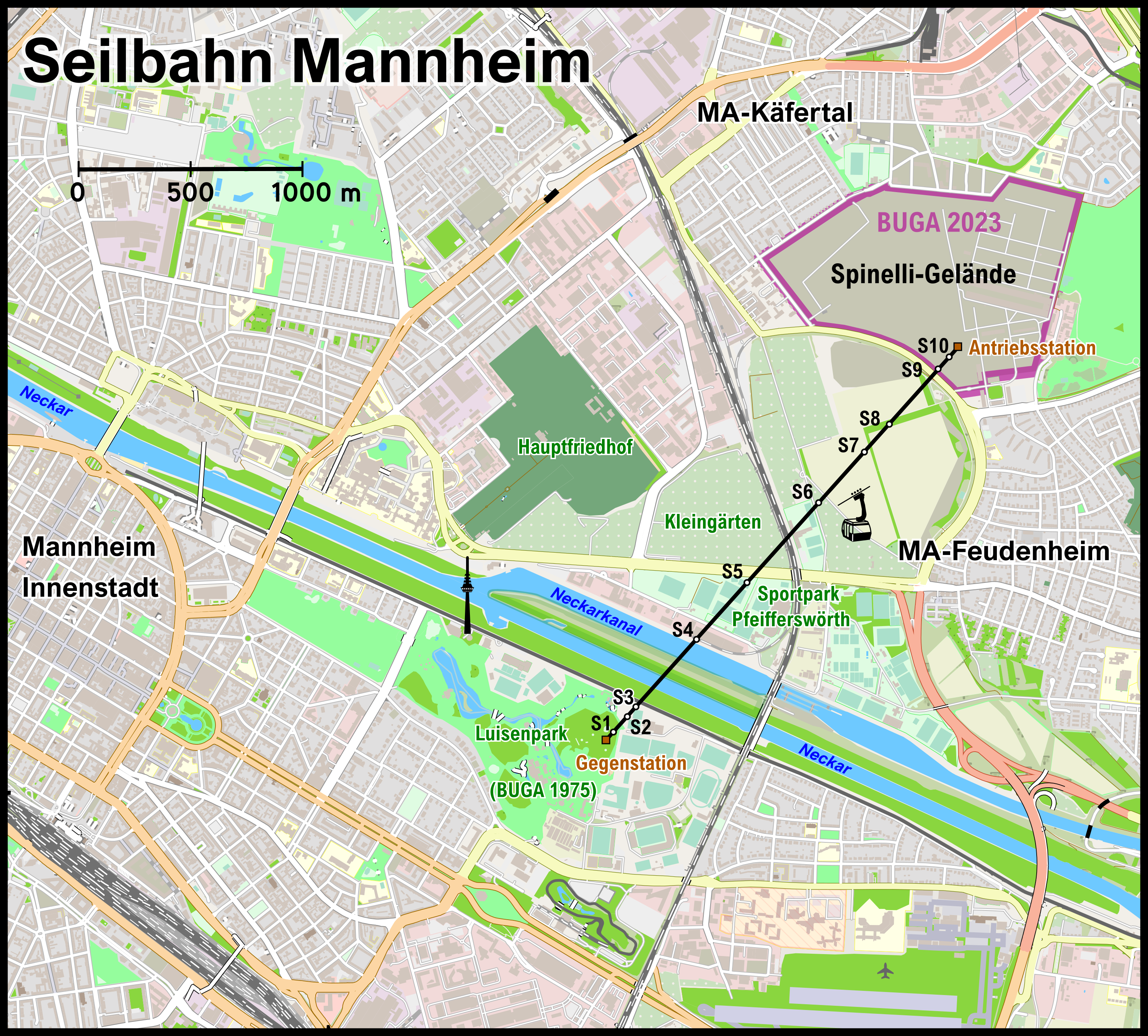
Planowana trasa kolejki linowej na wystawę ogrodniczą 2023 z dziesięcioma filarami (S1-S10)

Kolej linowa Mannheim – planowana tymczasowa kolej linowa na terenie Krajowej Wystawy Ogrodniczej 2023 w Mannheim. Prace budowlane rozpoczęły się w czerwcu 2022 roku, a oddana ma być w kwietniu 2023.

## Historia
Zatwierdzenie projektu miasta Mannheim i złożenie procesu zatwierdzania planu odbyło się w grudniu 2020 roku. W kwietniu 2021 roku w radzie regionalnej w Karlsruhe rozpoczęto proces zatwierdzania. Jednym z celów było stworzenie wydajnego połączenia transportowego ze starym terenem wystawowym z 1975 roku. Zapewnienie środków transportu miało być niezawodne, bezpieczne, zrównoważone, wygodne, pozbawione barier i nadające się do użytku z dużą częstotliwością. Kryteria te doprowadziły do decyzji o wyborze kolei linowej jako środka transportu, ponieważ pozwalało to również uniknąć dodatkowego ruchu poza obiektami BUGA. Prace budowlane rozpoczęły się w czerwcu 2022 roku, a ich zakończenie zaplanowano na marzec 2023 roku. Kolej zaplanowano oddać do użytku wraz z otwarciem BUGA w kwietniu 2023 roku. Po zakończeniu wystawy ogrodniczej zaplanowano demontaż kolei linowej do listopada 2023 roku.

## Opis i dane techniczne

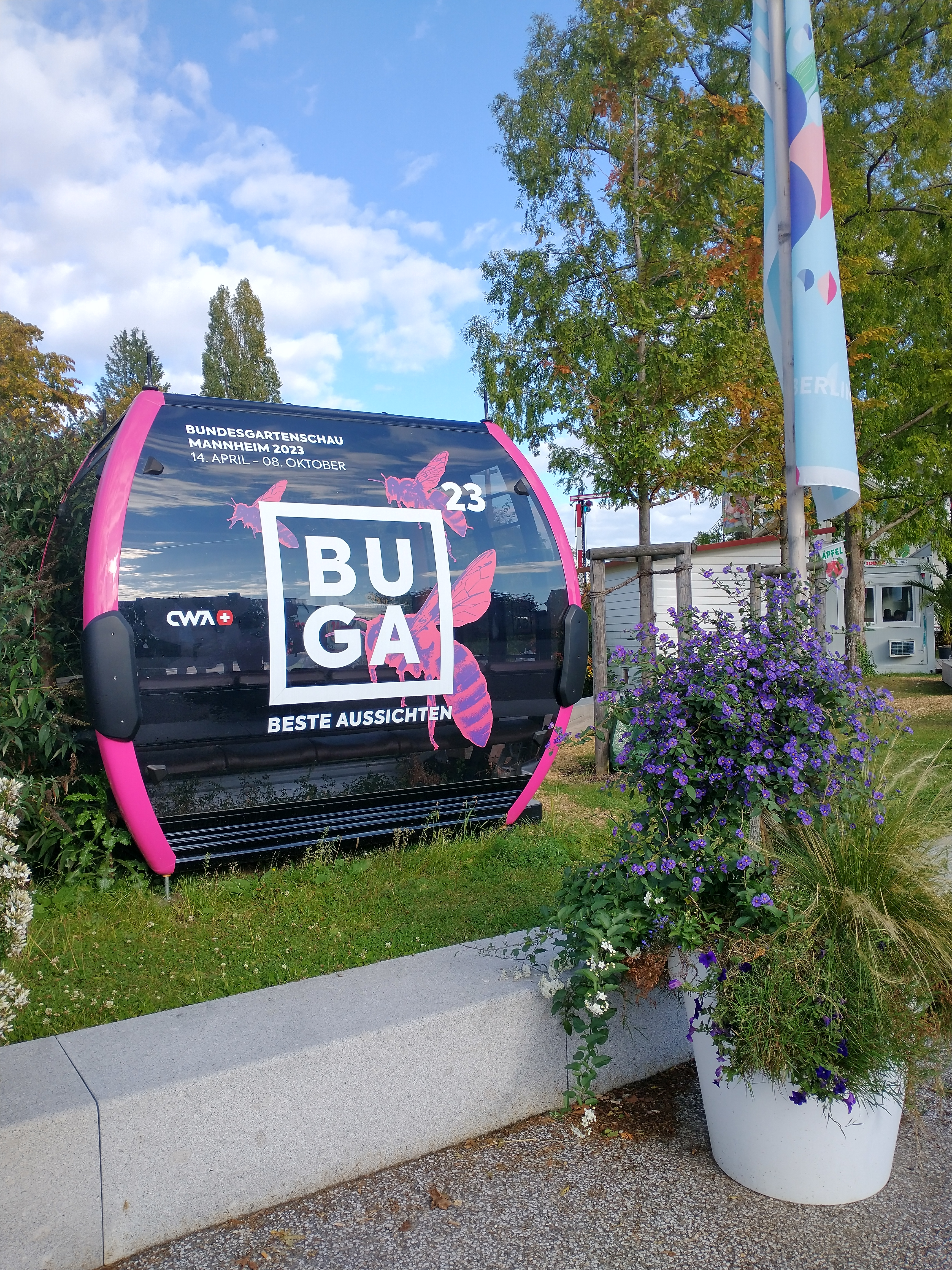
Kabina kolejki linowej jako reklama Krajowej Wystawy Ogrodniczej 2023 na BUGA 2021 w Überlingen

Kolej linowa łączy dwie części BUGA, dawne Koszary Spinelli w Mannheim-Feudenheim i Luisenpark. Przecina park Neckarplatt/Pfeiferswörth. Luisenpark był już miejscem Krajowej Wystawy Ogrodniczej w 1975 roku.
Zespół kolei składa się z dwóch stacji: 
- "Spinelli", w której znajduje się zespół napędowy. Jest to konstrukcja o długości około 50 metrów, szerokości 23 metrów i wysokości 8 metrów, w której na ramie nośnej mieści się napęd kolei linowej oraz napęd awaryjny.
- "Luisenpark", w północno-wschodnim krańcu parku Luisenpark w pobliżu parku trampolin. Ma 36 metrów długości, 18 metrów szerokości i 7,5 metra wysokości.

Przejazd 2,1-kilometrowej trasy ze średnią prędkością 6,5 m/s zajmuje około 7 minut. Na zespół kolei składają się 64 kabiny, a każda posiada 10 miejsc siedzących. Kolej ma zdolność transportową 2800 gości na godzinę w każdym kierunku. Trasa kolei linowej opiera się na dziesięciu okrągłych rurach, każda o wysokości 50 metrów. Budowę, eksploatację i późniejszy demontaż kolei linowej zlecono w roku 2020 firmie Doppelmayr.